# Bento Serrano
Bento Serrano (meados do século XIX - 1939) foi um astrólogo, escritor e ativista republicano português.
Foi um ferrenho defensor do republicanismo, produzindo diversos periódicos publicados pela Editora Livraria Portuguesa em prol da república e contra a monarquia em seu país. Retirou-se para uma gruta na região de Serra da Estrela em Portugal, onde montou seu improvisado gabinete de estudos astronômicos e astrológicos, dedicando grande parte da sua vida ao estudo dos astros e à recolha da sabedoria tradicional e popular portuguesa. É autor de diversos livros esotéricos e de sabedoria popular, tendo publicado diversos almanaques e outros periódicos a partir de 1883 até o ano de sua morte em 1939.

## Lista de Obras

### Livros
Oráculo do Passado, Presente e Futuro (1883) – Obra dividida em sete volumes:
1. Parte primeira—O Oráculo da Noite[3]
2. Parte Segunda—O Oráculo das Salas[4]
3. Parte Terceira—O Oráculo dos Segredos[2]
4. Parte Quarta—O Oráculo das Flores[5]
5. Parte Quinta—O Oráculo das Sinas[6]
6. Parte Sexta—O Oráculo da Mágica[7]
7. Parte Sétima—O Oráculo dos Astros[8]

### Contos
O Castelo Encantado ou O Monte do Castelo das Fadas
Gratidão de um Filho, Ingratidão de Outro
As Fadas ou A Menina Bem Criada
O Espelho Mágico do Anão

### Periódicos[1]
Almanaque de Bento Serrano Astrólogo da Serra da Estrela… Ou Diário Lunário Perpétuo, Porto: Livraria Portugueza (1883-1887)
Verdadeiro Almanaque das Feiticeiras, Porto: Livraria Portugueza (1886-1889)
Verdadeiro Reportório do Borda Leça, Porto: Livraria Portugueza (1886-1890)
Almanaque do Rei dos Seringadores, Porto: Livraria Portugueza (1886-1900)
Verdadeiro Reportório do Borda d’Ouro, Porto: Livraria Portugueza (1886-1913)
Verdadeiro Reportório do Borda d’Água, Porto: Livraria Portugueza (1886-1939)
Verdadeiro Reportório do Amigo da Verdade, Porto: Livraria Portugueza (1886)
Almanaque do Seráfico e Milagroso São Francisco, Porto: Livraria Portugueza (1887-1889)
Verdadeiro Almanaque do Amigo da Verdade, Porto: Livraria Portugueza (1887-1889)
Almanaque Saragoçano do Amigo da Verdade, Porto: Livraria Portugueza (1894-1920)
Almanaque Saragoçano de São João, Porto: Livraria Portugueza (1894-1938)
Almanaque Saragoçano de São Pedro, Porto: Livraria Portugueza (1894-1938)
Almanaque Saragoçano do Patriarca São José, Porto: Livraria Portugueza (190?-1938)
Almanaque Saragoçano do Marquês de Pombal, Porto: Livraria Portugueza (1903-19??)
Novo Almanaque Saragoçano do Bom Marinheiro Português, Porto: Livraria Portugueza (1904-????)
Almanaque Republicano do Marquês de Pombal, Porto: Livraria Portugueza (1912-????)
Novíssimo Almanaque do Grande Republicano Português, Porto: Livraria Portugueza (1912-????)
Novo Almanaque Saragoçano do Marinheiro Republicano, Porto: Livraria Portugueza (1912-????)
Almanaque Saragoçano do Seringador Republicano, Porto: Livraria Portugueza (1912-192?)
Novo Almanaque Saragoçano do Bom Republicano, Porto: Livraria Portugueza (1913-????)
Almanaque Saragoçano de Santo Antônio, Porto: Livraria Portugueza (1932-1938)

## Ligações Externas
- Conto: O Castelo Encantado ou O Monte do Castelo das Fadas <http://www.poeteiro.com/2017/10/o-castelo-encantado-conto-de-bento.html>
- Conto: Gratidão de um filho, ingratidão de Outro <http://www.poeteiro.com/2017/10/gratidao-de-um-filho-ingratidao-de.html>
- Conto: O Espelho Mágico do Anão <http://www.poeteiro.com/2017/10/o-espelho-magico-do-anao-conto-de-bento.html>
- Conto: As Fadas ou A Menina Bem Criada <http://www.poeteiro.com/2017/10/a-menina-bem-criada-conto-de-bento.html>
- Almanaque Republicano do Marquês de Pombal 1912 <http://purl.pt/16578>